# Raccordo autostradale 8
Il raccordo autostradale 8 (RA 8), anche noto come superstrada Ferrara-mare (chiamata dai locali La Super) è un tratto viario lungo 49 chilometri, gestito dall'Anas, che collega l'autostrada A13 al mar Adriatico nel comune di Comacchio, nei pressi di Porto Garibaldi. Inizia in corrispondenza dell'incrocio tra la diramazione per Ferrara della A13 e la SS 16 Adriatica, dopo una bretella lunga 6,3 km che ha origine dallo svincolo di Ferrara Sud dell'A13 e continua la stessa A13. Allo svincolo con la SS 16 prosegue, verso Porto Garibaldi, senza soluzione di continuità il tratto di competenza Anas. Si presenta come una strada a due carreggiate, separate da new-jersey in cemento, ciascuna con due corsie di marcia, senza corsia d'emergenza, ma con numerose piazzole di sosta, con velocità massima consentita di 90 km/h.

Durante la stagione estiva è un tratto autostradale molto trafficato a causa degli spostamenti vacanzieri e per questo motivo si formano di frequente lunghe code, complice anche la ridotta larghezza della carreggiata a due corsie.

## Storia e classificazione tecnica
Il raccordo è stato classificato come autostrada con la denominazione di "raccordo autostradale" con d.m. del 16/06/1973 (GU 341 del 15/12/1977).

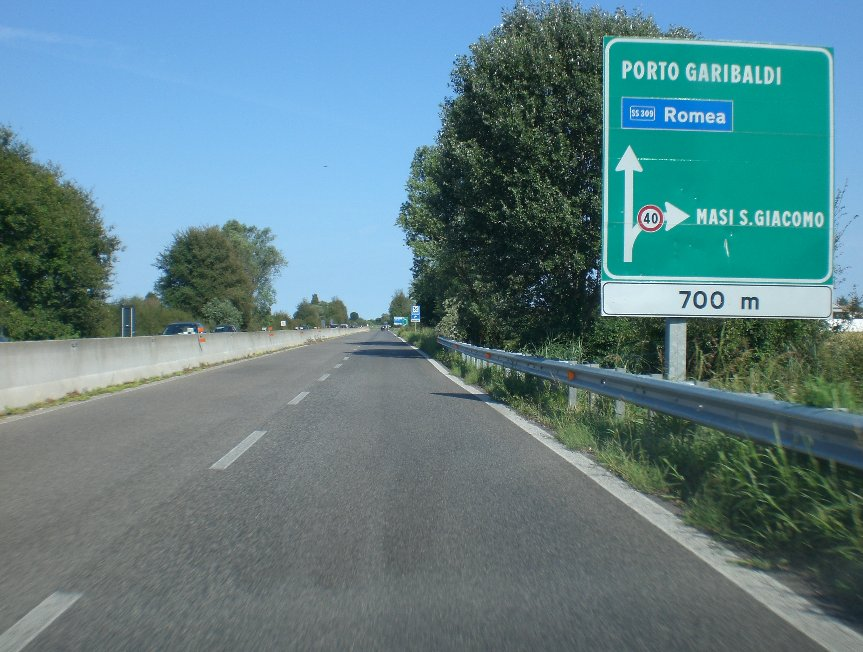
Lo svincolo di Masi San Giacomo in direzione Porto Garibaldi

Il decreto legislativo 29 ottobre 1999, n. 461 non ha incluso il raccordo tra le autostrade italiane, ma tra la rete stradale a viabilità ordinaria di interesse nazionale.
Il raccordo è dotato dei segnali stradali di inizio e fine autostrada ed è quindi classificato come tale.

## Numerazione
Il decreto del presidente del Consiglio dei ministri del 21 settembre 2001 (Gazzetta Ufficiale n. 226 del 28-09-2001) ha assegnato al raccordo la numerazione RA 08.
La numerazione RA 8 appare esclusivamente nel bivio con la Tangenziale Ovest di Ferrara (nel tratto A13 - Diramazione per Ferrara, nel tratto di competenza di Autostrade per l'Italia), mentre nei pannelli integrativi in prossimità dei cavalcavia e nei pannelli delle progressive chilometriche il raccordo è indicato come Raccordo autostradale FE-P.to Garibaldi.

## Percorso
| RA 8 Ferrara-Porto Garibaldi |                                          |      |      |           |
| Tipo                         | Uscita                                   | ↓km↓ | ↑km↑ | Provincia |
|                              | diramazione per Ferrara Bologna - Padova | -6,3 | 55,3 | FE        |
|                              | Ferrara - SS 16                          | 0    | 49   | FE        |
|                              | Cona                                     | 5,7  | 42,6 | FE        |
|                              | Gualdo                                   | 8,2  | 40,1 | FE        |
|                              | Masi San Giacomo - Masi Torello          | 13,3 | 34,5 | FE        |
|                              | Rovereto                                 | 19,8 | 28,6 | FE        |
|                              | Portomaggiore - Migliarino               | 23,3 | 25,1 | FE        |
|                              | Ostellato                                | 24,7 | 23,7 | FE        |
|                              | Corte Centrale                           | 32,1 | 16,3 | FE        |
|                              | Comacchio                                | 43,4 | 5,5  | FE        |
|                              | SS 309 Romea Venezia - Ravenna           | 49   | 0    | FE        |

## Progetto per la riqualificazione
Il 21 ottobre 2009 è stato pubblicato il bando di gara "per l'affidamento in concessione della progettazione, della riqualificazione funzionale ad autostrada e della gestione del raccordo autostradale Ferrara-Porto Garibaldi" in finanza di progetto. Il costo previsto è pari a 633.000.000 di euro, IVA esclusa. La durata della concessione ai privati prevista sarà di 50 anni. È noto ai più che il fondo stradale all'epoca della costruzione del raccordo sia stato fatto con gli scarti della lavorazione della barbabietola (i cuín) e che per questo motivo la strada sia da sempre dissestata, i lavori di manutenzione e rifacimento del manto stradale costosi e pressoché inutili.

## Galleria d'immagini

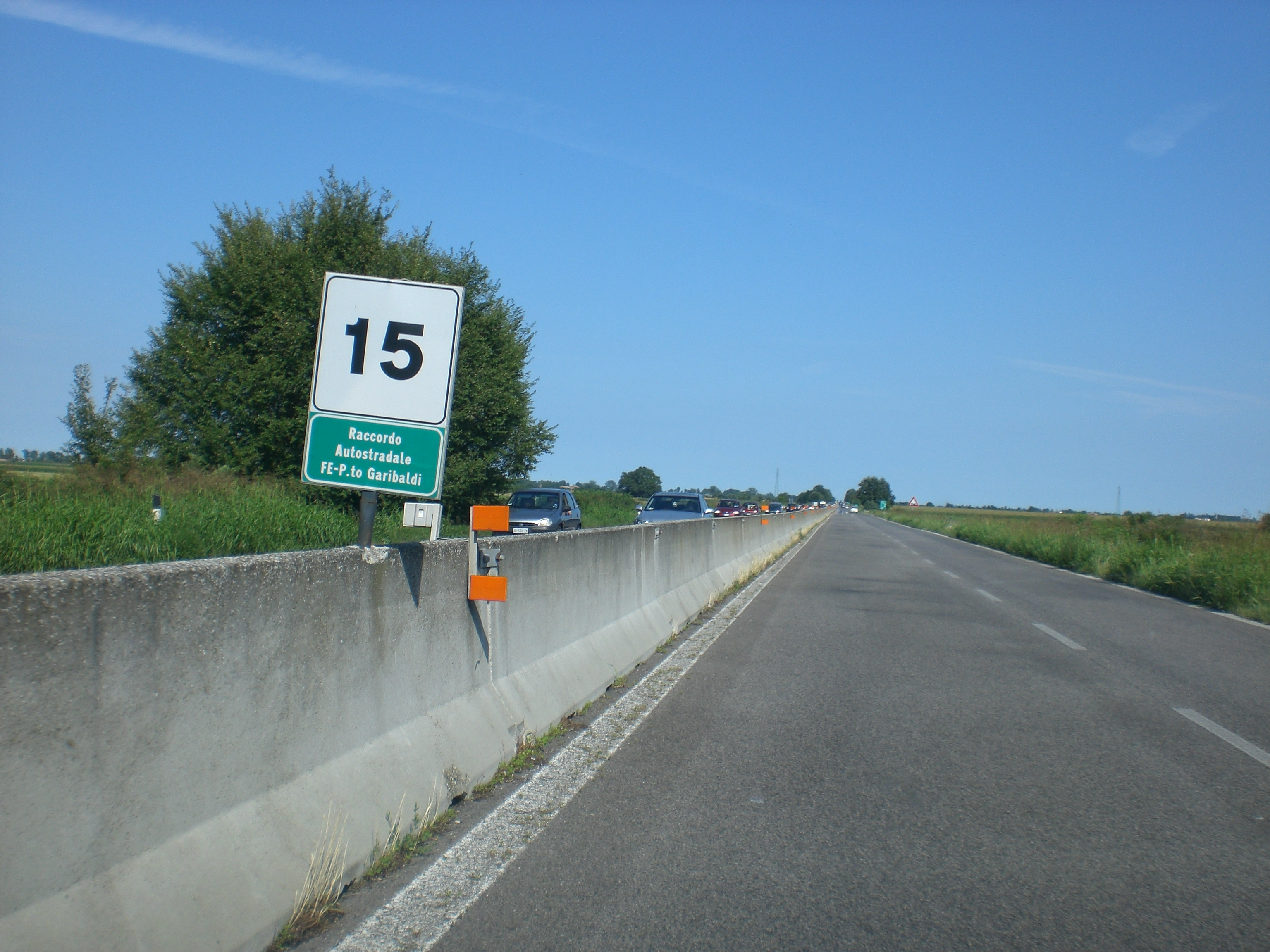
Il segnale stradale indicante il km 15 del RA 8 in direzione Porto Garibaldi
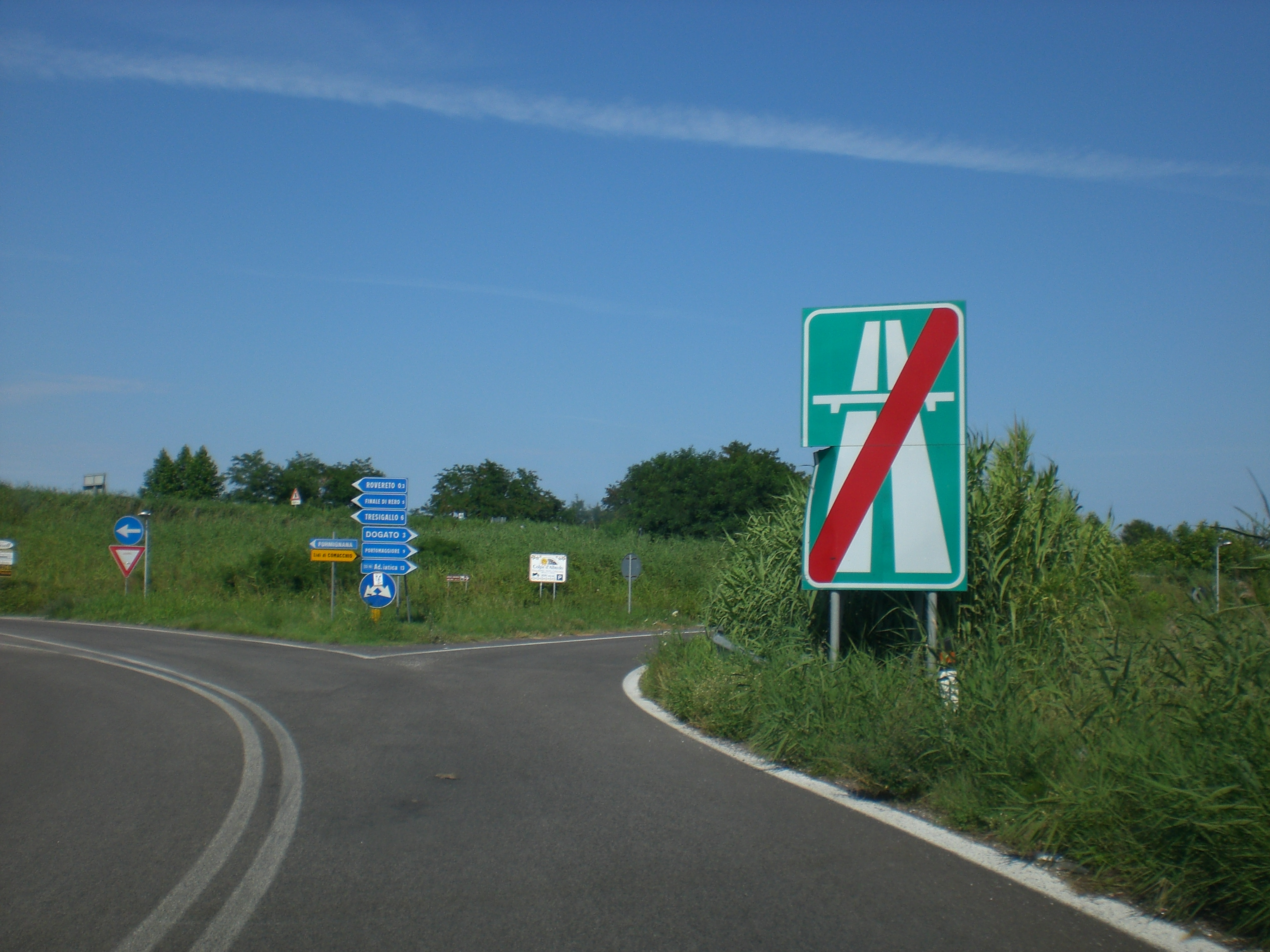
Il segnale di fine autostrada nello svincolo di Rovereto
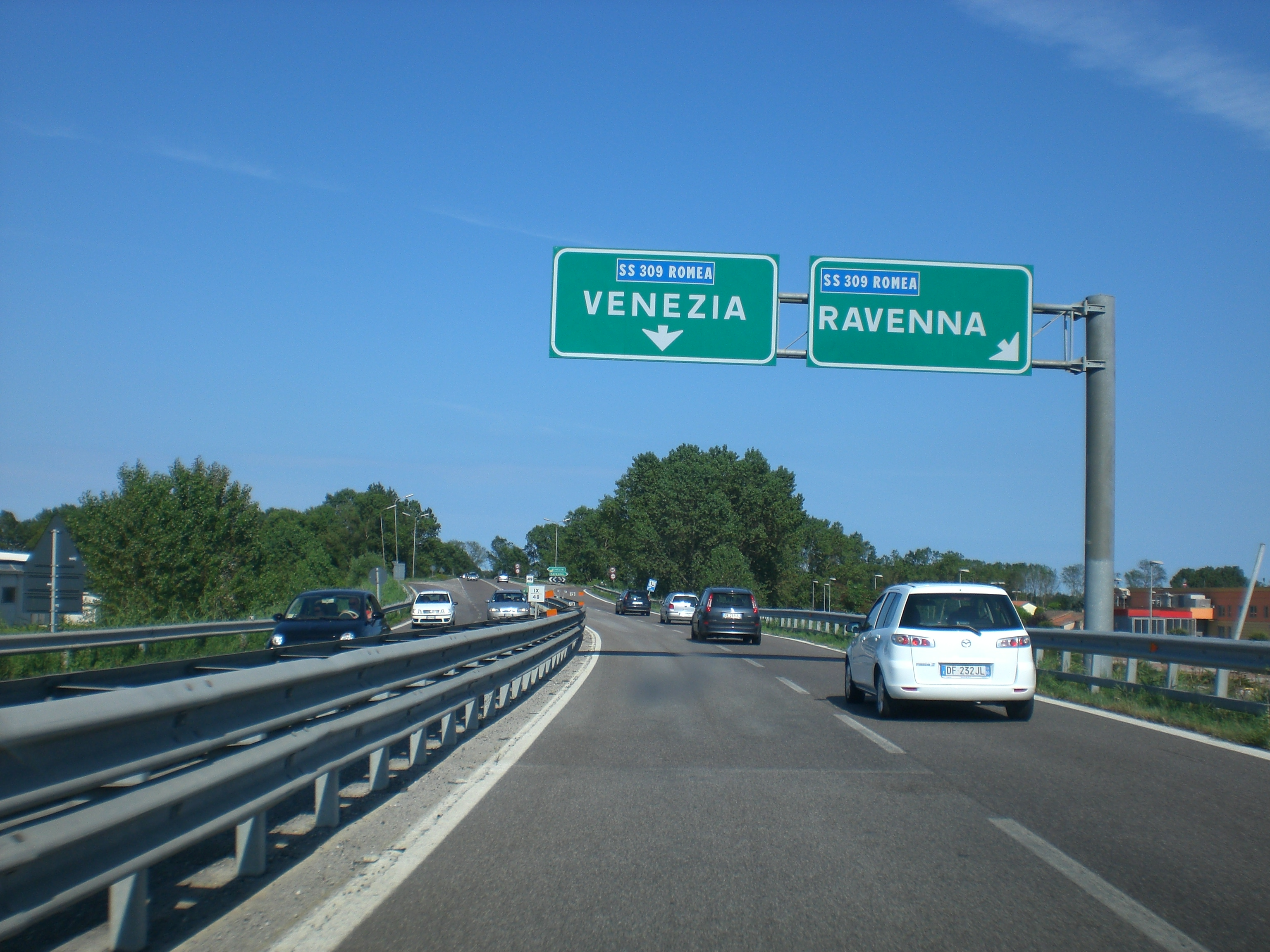
La fine del raccordo a Comacchio